# سیندرلا (فیلم ۱۸۹۹)
سیندرلا (فرانسوی: Cendrillon‎) یک فیلم صامت و کوتاه فرانسوی در ژانر فانتزی و درام به کارگردانی ژرژ ملی‌یس است که در سال ۱۸۹۹ منتشر شد. از بازیگران آن می‌توان به ژان د آلسی و ژرژ ملی‌یس اشاره کرد.